# Schrattenbachův palác

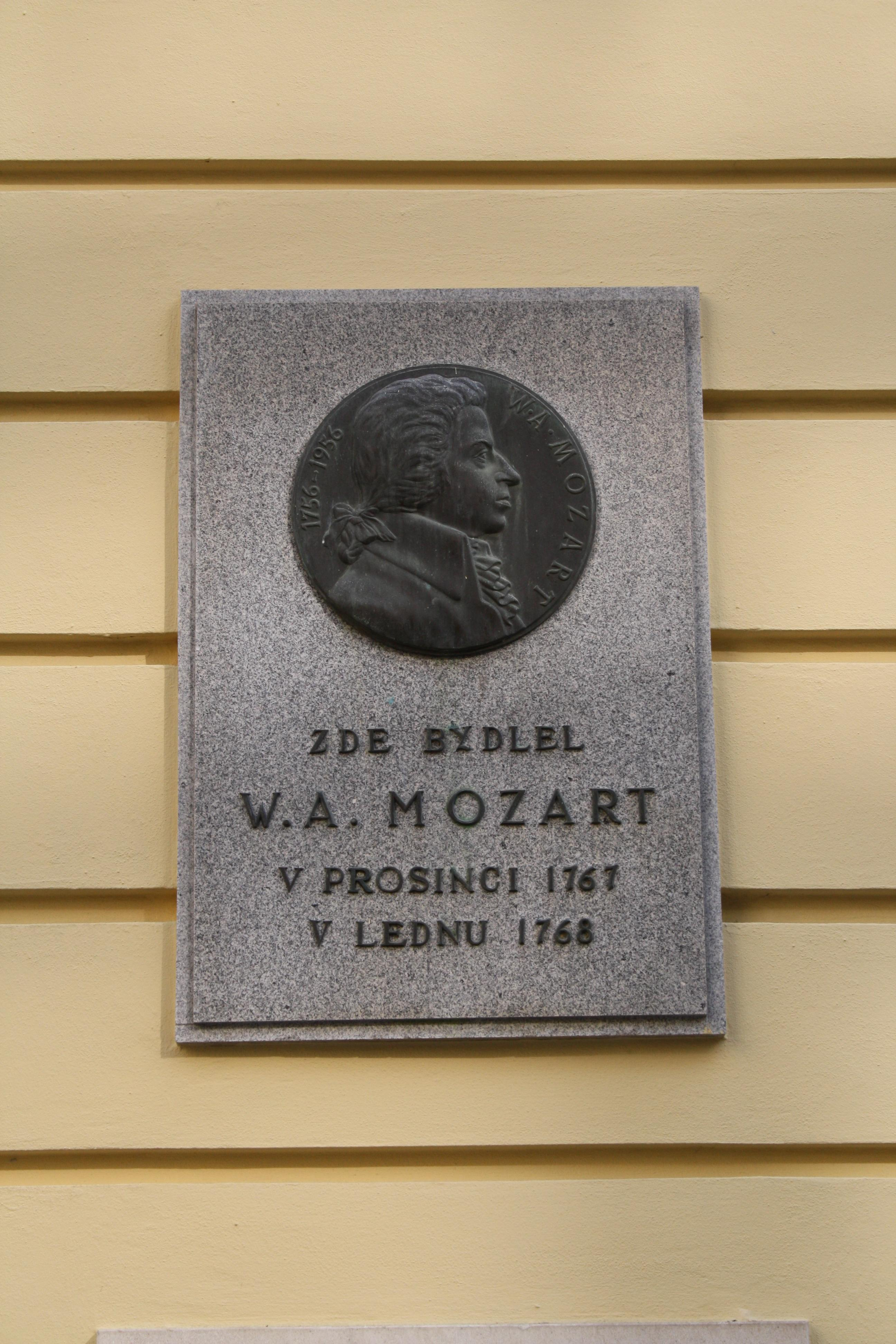
Tablica upamiętniająca pobyt Mozarta

Schrattenbachův palác – barokowy pałac w Brnie, w Czechach, przy ulicy Kobližná 4. Obecnie służy jako siedziba główna Biblioteki Jiřího Mahena.
Na miejscu obecnego gmachu stały początkowo dwa domy, które w roku 1703 odkupiła Marie Elisabeth hrabina Breunerová, a w ich miejscu wystawiła pałac według projektu wiedeńskiego architekta Alexandra Christiana Oedtla. W roku 1725 pałac przeszedł w posiadanie ołomunieckiego kardynała Wolfganga Hannibala hrabiego von Schrattenbach. Na jego polecenie w latach 1735–1738 obiekt przebudowano i dodano drugie piętro. Na przełomie 1767 i 1768 roku mieszkał tu Wolfgang Amadeus Mozart, a na pamiątkę jego pobytu na fasadzie umieszczono tablicę.